# Zhumadian

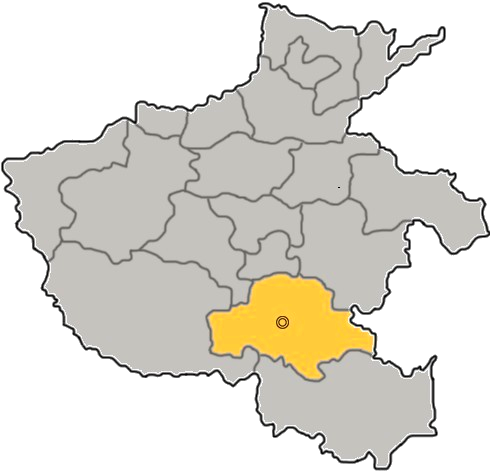
Lage Zhumadians in Henan

Zhumadian (chinesisch 驻马店市, Pinyin Zhùmǎdiàn Shì) ist eine bezirksfreie Stadt in der Provinz Henan der Volksrepublik China. Zhumadian hat eine Fläche von 15.083 km² und 7.008.427 Einwohner (Stand: Zensus 2020). In dem eigentlichen städtischen Siedlungsgebiet von Zhumadian leben 702.700 Menschen (Stand: Ende 2018). Mehrere Kreise der Stadt waren im Jahre 1975 von der katastrophalen Banqiao-Überschwemmung mit Zehntausenden von Toten betroffen.

## Administrative Gliederung
Auf Kreisebene setzt sich Zhumadian aus einem Stadtbezirk und neun Kreisen zusammen. Diese sind (Stand: Ende 2018).:
- Stadtbezirk Yicheng (驿城区), 778 km², 1.027.700 Einwohner, Zentrum, Sitz der Stadtregierung;
- Kreis Queshan (确山县), 1.701 km², 403.600 Einwohner, Hauptort: Großgemeinde Panlong (盘龙镇);
- Kreis Biyang (泌阳县), 2.774 km², 675.500 Einwohner, Hauptort: Großgemeinde Bishui (泌水镇);
- Kreis Suiping (遂平县), 1.071 km², 431.700 Einwohner, Hauptort: Großgemeinde Quyang (灈阳镇);
- Kreis Xiping (西平县), 1.092 km², 682.200 Einwohner;
- Kreis Shangcai (上蔡县), 1.529 km², 975.100 Einwohner, Hauptort: Großgemeinde Caidu (蔡都镇);
- Kreis Runan (汝南县), 1.515 km², 656.500 Einwohner, Hauptort: Großgemeinde Runing (汝宁镇);
- Kreis Pingyu (平舆县), 1.281 km², 714.100 Einwohner, Hauptort: Großgemeinde Guhuai (古槐镇);
- Kreis Xincai (新蔡县), 1.453 km², 846.400 Einwohner, Hauptort: Großgemeinde Gulü (古吕镇);
- Kreis Zhengyang (正阳县), 1.889 km², 623.800 Einwohner, Hauptort: Großgemeinde Zhenyang (真阳镇).

## Söhne und Töchter
- Thaddeus Wang Yue-sheng (* 1966), römisch-katholischer Bischof von Zhengzhou